# Pietro Tesauri
Pietro Tesauri (Cavriago, 28 novembre 1882 – Isola del Gran Sasso, 25 agosto 1945) è stato un arcivescovo cattolico italiano, distintosi per il suo eroico comportamento durante l'occupazione nazista dell'Italia.

## Biografia
Nato in una famiglia assai povera, fu indirizzato alla scelta seminarile dal parroco di Cavriago, il correggese don Pacifico Vellani, e compì i primi studi sacerdotali dai padri Redentoristi di Scifelli (Frosinone). Venne ordinato a Reggio Emilia il 17 giugno 1905 e si distinse agli inizi del suo ministero per un'attività calata nelle opere sociali: protagonista di memorabili contraddittori con avversari politici, predicatore in varie città italiane e impegnato nelle organizzazioni cattoliche emiliane - fu presidente della Federazione Giovanile Diocesana (1909) e membro del Comitato regionale della Gioventù Cattolica. Inviato a Firenze per terminare la laurea in lettere classiche, quando tornò nella sua diocesi cominciò a insegnare nel seminario vescovile reggiano e partecipò alla vita amministrativa locale: nel 1914 sedette sui banchi del Consiglio Comunale di Reggio e quando, nel 1919, nacque il PPI (Partito Popolare Italiano), fu tra i più ferventi promotori, firmando il primo manifesto del Comitato provinciale reggiano.
Durante la prima guerra mondiale assistette i feriti negli ospedali, e nell'agosto 1921 accettò l'incarico di parroco a Correggio, dove avrebbe trascorso quasi dodici anni, molto importanti per la sua evoluzione di uomo e sacerdote. Qui infatti ricostituì gruppi giovanili (1922), fondò e animò il Bollettino Parrocchiale (1927), tuttora esistente, creando la Tipografia del Povero per stamparlo, rivitalizzò le attività sociali e caritatevoli, fra l'altro, aprendo la Casa della Divina Provvidenza, organizzando campi estivi per ragazzi e istituendo il pacco natalizio per i più bisognosi.
Il 13 marzo 1933 papa Pio XI lo nominò vescovo di Isernia e Venafro: venne consacrato il 15 maggio a Correggio nella basilica di San Quirino, attorniato da una marea di fedeli accorsi a salutare il prevosto che tanto aveva fatto per loro in anni non facili.
Il 25 maggio 1939 papa Pio XII lo nominò poi arcivescovo metropolita di Lanciano e amministratore perpetuo di Ortona. Nel 1941 celebrò il sinodo diocesano. Fu sempre attento alla formazione spirituale e morale del suo clero e dei suoi fedeli diocesani.

## La seconda guerra mondiale
Durante il periodo della seconda guerra mondiale monsignor Tesauri tenne un eroico comportamento e specialmente sotto l'occupazione tedesca si impegnò molto al sollevamento morale e spirituale dei fedeli.
Dopo numerosi furti e requisizioni da parte dei nazisti, alcuni giovani insorsero il 6 ottobre del 1943. Questa insurrezione portò la morte di una ventina di persone tra cui dodici giovani patrioti (i famosi "Eroi ottobrini"). Il Vescovo Tesauri non ebbe paura dei primi spari di rappresaglia e quindi aprì la porta della cappella del Seminario per dar rifugio a sacerdoti, donne, bambini del quartiere. Trasformò quindi lo stesso Seminario in rifugio per i feriti. Egli stesso assisteva i moribondi e amministrava i Sacramenti. Nonostante non ancora si placava il fuoco nemico, si recava nei luoghi dove si era combattuto. Circostanza famosa fu quando rimase a lungo in ginocchio presso il corpo di un giovane patriota trucidato nonostante la presenza delle sentinelle tedesche.
All'alba del 7 ottobre, sotto la pioggia, si recò a piedi al comando tedesco di Villa Lanza di Castel Frentano, per implorare dal capitano Foltsche di non avere altre rappresaglie e di non utilizzare i cannoni contro la città.
Il 20 novembre iniziò il primo bombardamento da parte americana e l'Arcivescovo accolse tutti quelli rimasti a Lanciano presso le cantine dell'Arcivescovado e sotto il Ponte Diocleziano. Si recò anche in altri rifugi; in uno (posto in una fogna) nacque una bambina e la battezzò. Il 22 e il 26 novembre vi furono altri bombardamenti americani e Tesauri fu il primo ad accorrere per confortare e aiutare i superstiti. Il 3 dicembre entrarono gli alleati a Lanciano e il 5 si ebbe la prima cannonata tedesca. L'11 gennaio 1944 si recò ad Ortona a piedi per soccorrere i bisognosi e offri anche il suo letto a sacerdoti e combattenti. Il 20 aprile a Lanciano ci fu l'ennesima incursione nazista e Tesauri andò a portare i conforti religiosi ai morenti e a soccorrere i feriti. Il 6 giugno si tennero le ultime cannonate che provocarono trenta vittime e danneggiarono la Cattedrale. Tesauri, come sempre, era lì a togliere i feriti dalle macerie e a confortare i superstiti.
Terminata la guerra Monsignor Tesauri fu chiamato a predicare a Isola del Gran Sasso per la festa di San Gabriele. Improvvisamente morì nel convento passionista la notte tra il 24 e 25 agosto del 1945. La salma fu traslata a Lanciano e dopo 8 anni (6 ottobre 1953) la città, memore del suo eroico esempio, lo volle tumulare nella cattedrale, ai piedi della statua della Madonna del Ponte.
Nel 1959 il Presidente della Repubblica concesse alla memoria di Tesauri la croce di guerra al valor militare e partigiano per la Resistenza.

## Genealogia episcopale e successione apostolica
La genealogia episcopale è:
- Cardinale Scipione Rebiba
- Cardinale Giulio Antonio Santori
- Cardinale Girolamo Bernerio, O.P.
- Arcivescovo Galeazzo Sanvitale
- Cardinale Ludovico Ludovisi
- Cardinale Luigi Caetani
- Cardinale Ulderico Carpegna
- Cardinale Paluzzo Paluzzi Altieri degli Albertoni
- Papa Benedetto XIII
- Papa Benedetto XIV
- Papa Clemente XIII
- Cardinale Marcantonio Colonna
- Cardinale Giacinto Sigismondo Gerdil, B.
- Cardinale Giulio Maria della Somaglia
- Cardinale Carlo Odescalchi, S.I.
- Cardinale Costantino Patrizi Naro
- Cardinale Lucido Maria Parocchi
- Cardinale Alfonso Maria Mistrangelo, Sch.P.
- Vescovo Eduardo Brettoni
- Vescovo Pietro Tesauri

La successione apostolica è:
- Arcivescovo Alberto Carinci (1940)